# アフマド・ビン＝ヤフヤ・ハミードゥッディーン
アフマド・ビン＝ヤフヤ・ハミードゥッディーン（アラビア語: أحمد بن يحيى حميد الدين , ラテン文字転写: Aḥmad ibn Yaḥyā Ḥamīd ad-Dīn、1891年6月18日 - 1962年9月19日）は、イエメン王国の第2代君主。